# (500205) 2012 HZ26
(500205) 2012 HZ26 es un asteroide perteneciente al cinturón de asteroides, descubierto el 25 de febrero de 2012 por el equipo del Mount Lemmon Survey desde el Observatorio del Monte Lemmon, Arizona, Estados Unidos.

## Designación y nombre
Designado provisionalmente como 2012 HZ26.

## Características orbitales
2012 HZ26 está situado a una distancia media del Sol de 2,658 ua, pudiendo alejarse hasta 3,280 ua y acercarse hasta 2,036 ua. Su excentricidad es 0,233 y la inclinación orbital 12,38 grados. Emplea 1583,40 días en completar una órbita alrededor del Sol.
Los próximos acercamientos a la órbita de Júpiter se producirán el 20 de marzo de 2036 y el 20 de enero de 2084, entre otros.

## Características físicas
La magnitud absoluta de 2012 HZ26 es 17,1.